# Abraham van Calraet
Abraham Calraet, van Calraet ou Kalraat (né le 7 et baptisé le 12 octobre 1642, Dordrecht - 11 juin 1722, Dordrecht) est un peintre et un sculpteur sur bois néerlandais du siècle d'or.

## Biographie
Abraham van Calraet est baptisé le 12 octobre 1642 à Dordrecht aux Pays-Bas. Son père, Pieter Jansz de Calraet sculpteur d'Utrecht, l’envoie chez les frères Huppe sculpteurs bien connus à Dordrecht.  Il épouse le 7 juillet 1680 Anna Bisschop qui est la fille du peintre Cornelis Bisschop.

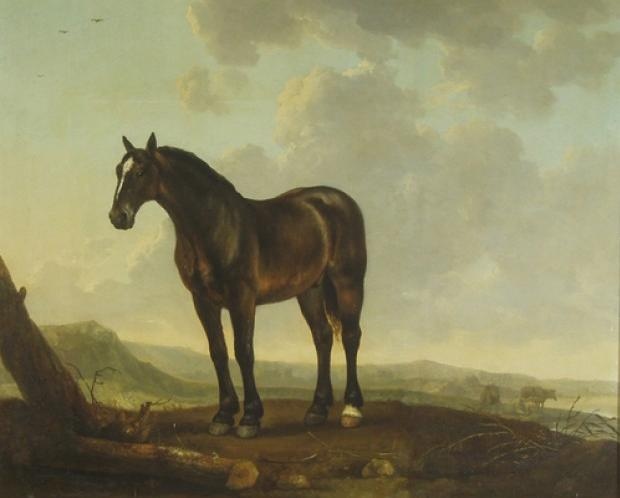
Cheval dans un paysage

C'est un peintre et sculpteur sur bois qui produit des natures mortes aux fruits, des scènes de genre, des portraits et de la peinture animalière tels des chevaux et bovins. Calraet aide parfois son père dans la sculpture mais opte finalement pour la peinture. Il est l'élève du peintre Albert Cuyp qui réside également à Dordrecht. Il travaille toute sa vie à Dordrecht et peint également des paysages.
Ses premières œuvres sont des natures mortes qu'il signe pleinement A. V. Calraet dans les années 1670 ou même A. V. Kal en 1684. Il connait bien le travail de Cuyp et en est influencé. De nombreuses œuvres de Calraet portent la signature d'Albert Cuyp. La signature AC sur ces peintures animalières, initialement attribuée à Cuyp, sont à présent restituées à Abraham van Calraet.
Il enseigne la peinture à son jeune frère Barent van Kalraet, peintre de paysages. 
Abraham van Calraet meurt le 11 juin 1722 à Dordrecht.

## Œuvres
Durant deux siècles son œuvre est inconnue car incluse dans celle de son maître et collègue Albert Cuyp plus connu. C'est Abraham Bredius qui retrouve sur des actes notariaux sa signature et distingue un groupe de tableaux de natures mortes signés AC et les attribue à Abraham van Calraet. Dès lors, on reconnait de plus en plus d’œuvres de Calraet pour des tableaux de natures mortes avec des pêches, fleurs, poissons, coquillages ou volailles, et il est même, à présent, possible d'établir sa progression dans son style.  

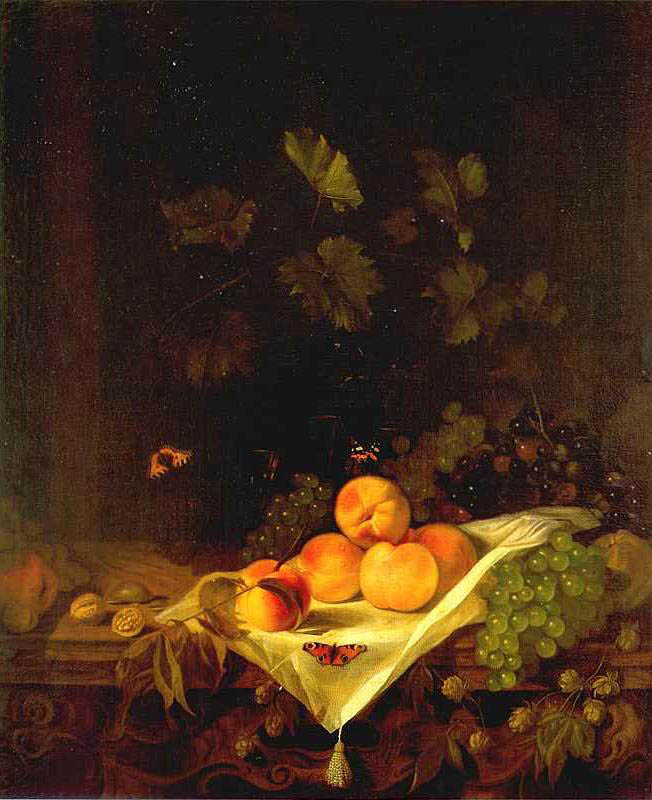
Nature morte aux pêches et aux raisins

Plus récemment, Alan Chong, dans sa monographie sur Cuyp, attribue un groupe de 59 peintures à Abraham van Calraet, parmi lesquelles un portrait d'un cheval dans un paysage, mais considère malgré tout dix-sept autres comme des attributions douteuses. Les chevaux de Calraet sont d'un type plus grossier que ceux de Cuyp. De plus Cuyp ne peint pas des chevaux dans une posture rigide mais ceux-ci sont toujours associés avec des personnages (p. 70).
- École d'équitation, huile sur bois signée A. C., Brooklyn Museum[9]
- Artiste dessinant dans la nature, huile sur panneau signée A. C., 1651, Brooklyn Museum[10]
- Nature morte aux pêches et raisins, toile signée A. v. Calrae, Mauritshuis (p. 58)[3]
- Nature morte avec des pêches dans un plat et coquillages, panneau monogramme AC, Musée de Dordrecht, (p. 61)[3]
- Prairie avec chevaux et canetons, panneau monogramme AC, vers 1690, Collection particulière (p. 70)[3]
- Étable aux deux chevaux, panneau monogramme A. P. (V?) K, Musée Boijmans Van Beuningen Rotterdam (p. 74)[3]
- Bataille de cavaliers, toile monogramme A. C., 1675, Collection particulière  (p. 76-78)[3]
- Paysage boisé avec animaux et personnages, panneau monogramme A. C., Musée de Dordrecht (p. 80-83)[3]
- Maréchal ferrant avec un cavalier et un cheval, huile sur toile, Palais des Beaux-Arts de Lille[11]
- Cavalier avec un cheval gris, huile sur toile, 1665, English Heritage (Wellington Museum, Apsley House)[12]
- Bétail, huile sur panneau signée AC, Rijksmuseum, Amsterdam[13]
- Bataille de cavalerie, Rijksmuseum, Amsterdam[14].